# Pseudanophthalmus potomacus
Pseudanophthalmus potomacus är en skalbaggsart som beskrevs av Valentine. Pseudanophthalmus potomacus ingår i släktet Pseudanophthalmus och familjen jordlöpare. Inga underarter finns listade i Catalogue of Life.